# Zimbabwe African People’s Union
Die Zimbabwe African People’s Union (ZAPU; dt.: Afrikanische Volksunion von Simbabwe) war eine politische Partei in Simbabwe.

## Geschichte

### Rolle im simbabwischen Unabhängigkeitskrieg
Sie wurde von Joshua Nkomo 1961 in Rhodesien (später Simbabwe) gegründet und 1962 von der amtierenden britischen Kolonialregierung verboten. Dies war in dieser Zeit des allgemeinen Dekolonisierungsprozesses in Afrika nicht ungewöhnlich, ebenso wenig die Sabotageakte der ZAPU, die sie mit aus Bergwerken gestohlenem Dynamit und hausgemachten Benzinbomben verübte. Die Inhaftierung der Führer schwarzer Unabhängigkeitsbewegungen und deren Verbot als politische Partei gehörte überall zum normalen Repertoire der Kolonialverwaltungen und die Sabotage zu dem der Einheimischen.
Die politische Dynamik der ZAPU änderte sich im Augenblick der Unabhängigkeitserklärung der weißen Minderheitsregierung von Ian Smith 1965. Diese zeichnete sich schon 1964 ab und dies war auch das Jahr der ersten Angriffe einer organisierten Guerillabewegung der ZAPU, die sich selbst Crocodile Commando nannte. Sie erschoss einen Polizisten und einen weißen Farmer, wurde jedoch schnell von den Sicherheitskräften gesprengt.
Schon März bis Oktober 1964 wurden in der UdSSR, China und Nordkorea Guerilleros der ZAPU militärisch ausgebildet. Sie organisierte sich neu als Zimbabwe People’s Revolutionary Army (ZIPRA), die ab 1966 bewaffnete und uniformierte Kämpfer von Sambia aus nach Rhodesien schickte und von Joshua Nkomo in Sambia kommandiert wurde. Diese Gruppen erreichten bis 1969 Stärken von 100 Mann, die über eine immer bessere und differenziertere Bewaffnung verfügten. Außerdem wurden Angola und Mosambik unabhängig, so dass Waffen direkt über offene Häfen geliefert werden konnten.
Durch diesen Guerillakrieg errang die ZAPU zwar keinen Sieg, doch zwang sie die weiße Minderheitsregierung zur Bindung aller ihrer Ressourcen für den Kampf. Mitte der 1970er Jahre war evident, dass sich Rhodesien nicht halten können würde, obwohl die Rhodesien-Konferenz 1976 scheiterte. Die politische Position der weißen Minderheit war erodiert. Auch die Berufung des gemäßigten Bischofs Abel Muzorewa zum Ministerpräsidenten führte zu keiner neuen politischen Lage, so dass im Lancaster-House-Abkommen von 1979 der Übergang der Macht an ZAPU und ZANU geregelt wurde, die zu dieser Zeit gemeinsam die Patriotische Front bildeten, in den 1980 folgenden Wahlen jedoch gegeneinander antraten.

### Wahlen 1980
Von Anfang an verstand sich die ZAPU als nationale Partei. Sie konnte es jedoch nicht verhindern, dass sich im Laufe der Zeit die Grenzen zwischen ihr und ZANU immer stärker zwischen den Volksgruppen der Ndebele und Shona bildeten. Der Sieg der ZANU in den Wahlen von 1980 entsprach der Bevölkerungsmehrheit der Shona und entmachtete Joshua Nkomo faktisch. Die ZAPU spielt fortan nur noch als Opposition eine Rolle in Simbabwe und im Gukurahundi-Terror der ZANU in den 1980er Jahren die eines tragischen Opfers in einem erbitterten Machtkampf zwischen den zwei größten simbabwischen Parteien.

### Einheit mit ZANU
Die ZANU und ZAPU vereinbarten als bisher rivalisierende Parteien am 22. Dezember 1987 mit einem Abkommen ihren Zusammenschluss zu einer Partei mit dem Namen Zimbabwe African National Union – Patriotic Front (ZANU–PF). Ziel der Fusion war die Etablierung eines Ein-Parteien-Systems in Simbabwe unter marxistisch-leninistischen Leitprinzipien. Dabei hatten sich die Kräfte um Mugabe weitgehend durchsetzen können. Zur Vereinbarung gehörte auch die Wahl Mugabes zum Präsidenten der vereinigten Partei. Zum Jahreswechsel 1987/88 kam es durch eine Verfassungsreform zur Einrichtung des Amtes eines Staatspräsidenten mit Exekutivbefugnissen. Mugabe berief Anfang des Jahres 1988 einige ehemalige ZAPU-Mitglieder in das Kabinett. Das war zuerst Joshua Nkomo mit großen Kompetenzen in einer Doppelfunktion (für Wirtschaft, Doppelbesetzung mit Bernard Chidzero) und für „politische Angelegenheiten“ (mit Maurice Nyagumbo). Weitere ex-ZAPU-Mitglieder waren John Nkomo (Arbeitsministerium) und Joseph Msika (Bauministerium). Im April 1988 bestätigten Parteitage der beiden Parteien das Vereinigungsabkommen. Die Folge davon war, dass sich Simbabwe zum Einparteienstaat entwickelte.